# سیمین تاندر
سیمین تاندر (انگلیسی: Simin Tander زاده ۱۹ اکتبر ۱۹۸۰ در کلن) یک آهنگساز و موسیقی‌دان جاز (آوازخوانی و نوازندگی پیانو) اهل آلمان است. پدر وی یک روزنامه‌نگار افغان تبار بود و زمانی که وی کودک بود درگذشت و مادرش نیز آلمانی است؛ وی در کلاس‌های پیانو شرکت جست و گروه موسیقی خویش را تشکیل داد. از سال ۲۰۰۲ در رشته خوانندگی سبک جاز در کنسرواتوری ArtEZ در هلند تحصیل نمود. وی از سال ۲۰۱۴ با پیانیست نروژی "Tord Gustavsen" و درامر "Jarle Vespestad" همکاری می‌کند.